# ویاتا
ویاتا (انگلیسی: Vyatta) شرکت فناوری اطلاعات آمریکایی است، که در سال ۲۰۰۵ تأسیس شد.